# 928 TCN
928 TCN là một năm trong lịch La Mã.